# Чень Чжунши
Чень Чжунши — відомий письменник КНР, з 1966 член КПК, з 1979 увійшов до Спілки китайських письменників, де з 2001 року до самої смерті у 2016 був замісником голови.
Помер від раку у віці 73 роки. Найвідоміший твір, «Рівнина Білого Оленю» 白鹿原 (Байлу-юань), став основою кінофільму (2012) та телесеріалу (2017).
| Письменник | Це незавершена стаття про письменника. Ви можете допомогти проєкту, виправивши або дописавши її. |